# Sint-Willibrorduskerk (Berghem)

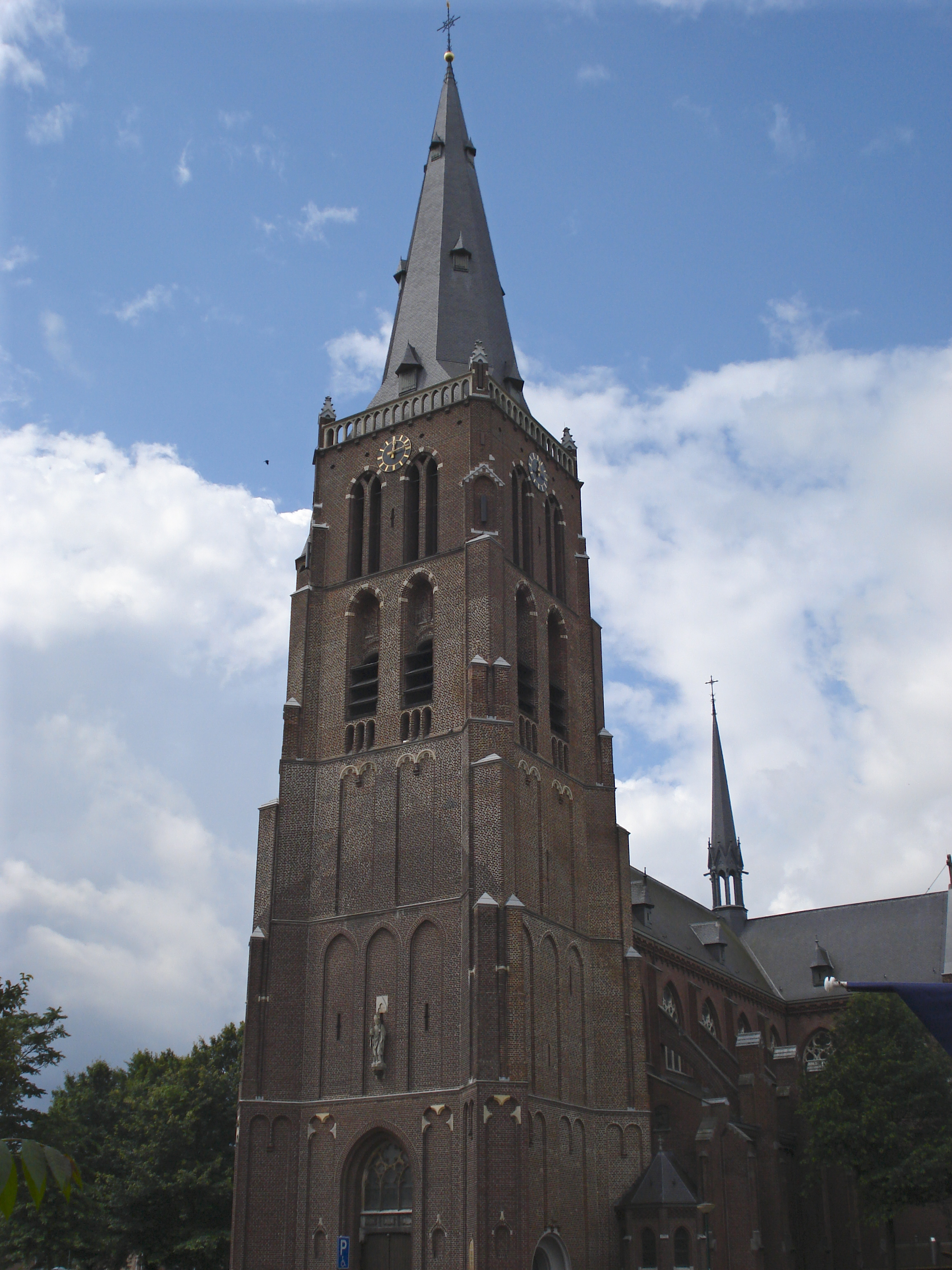

De Sint-Willibrorduskerk is een neogotische driebeukige kruisbasiliek uit 1901-1903 in Berghem in de provincie Noord-Brabant.
Hij is ontworpen door W.Th. van Aalst. De toren bestaat uit vijf geledingen waarvan de onderste vier gotisch zijn en uit de tweede helft van de 15e eeuw stammen. De bovenste geleding en de spits zijn van 1903. De toren heeft overhoekse steunberen en de onderste geledingen zijn versierd met spaarvelden die worden afgesloten met rondbogen, spitsbogen en driepassen. Een rondboogportaal rest nog van de door Van Veggel gebouwde voorganger.

## Geschiedenis van de Willibrorduskerk
Rond 1400 wordt er voor het eerst de basis gelegd voor de huidige Willibrorduskerk in Berghem, hoewel er omstreeks 1200 al sprake van een kapel moet zijn geweest. Oorspronkelijk diende de kerktoren tevens als gevechtstoren tegen plunderaars uit Gelre. In 1572 brandde de (kerk)gevechtstoren af en in 1596 werd hij herbouwd.
In 1648 werd de katholieke eredienst verboden, de kerkgebouwen in het hele Maasland kwamen in handen van de hervormden, zo ook de Berghemse kerk. De katholieke geloofsbeleving vond in de jaren daarna aanvankelijk plaats in grenskerken en na 1674 in een schuurkerk aan de Harense Steeg aan het Duurendseind.
In 1751 werd deze schuurkerk gesloten wegens onregelmatigheden en partijdigheid van de pastoor. De Berghemnaren waren weer op Koolwijk aangewezen. Een jaar later mocht de schuurkerk aan de Harense Steeg echter weer gebruikt worden.
In 1800 werd de oorspronkelijke kerk door de protestanten weer overgedragen aan de Katholieken. Inmiddels had de kerktoren in 1721 een spits gekregen. De schuurkerk aan de Harense Steeg werd in 1802 definitief gesloopt. De protestanten stichtten in 1817 een nieuwe kerk in Oss.
In 1848 werd de middeleeuwse kerk afgebroken en werd er een nieuwe kerk tegen de oude toren gebouwd door Arnoldus van Veggel.
In 1895 brandde deze kerk af nadat de bliksem ingeslagen was. De kerk werd herbouwd en in 1903 onder het bewind van Pastoor Van Tetering, vergroot. Architect was W.Th. van Aalst.

## Galerij

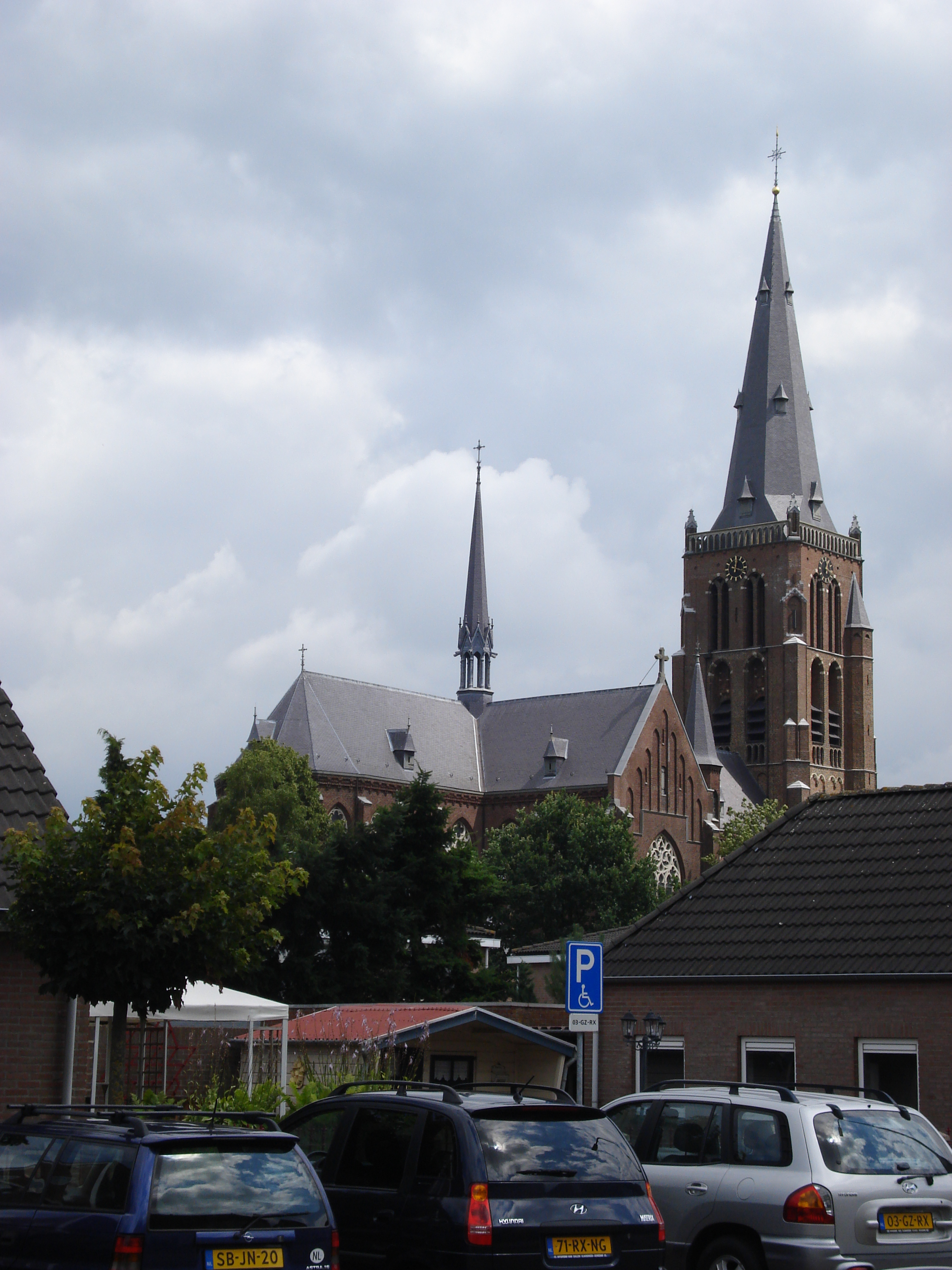
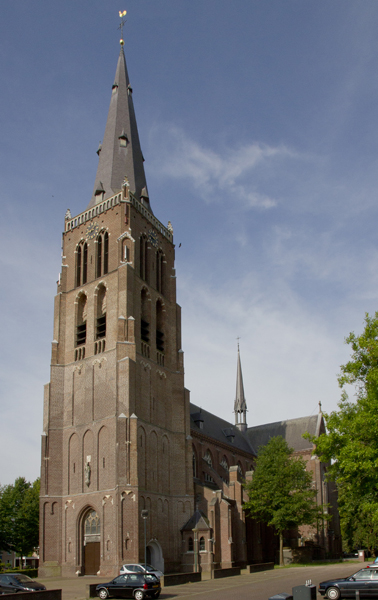